# Erysiphe
Erysiphe är ett släkte av svampar. Erysiphe ingår i familjen Erysiphaceae, ordningen mjöldagg, klassen Leotiomycetes, divisionen sporsäcksvampar och riket svampar.
Arter enligt Catalogue of Life:
- Erysiphe brunneopunctata
- Erysiphe sparsa
- Erysiphe catalpae
- Erysiphe bremeri
- Erysiphe echinopis
- Erysiphe howeana
- Erysiphe lycopsidis
- Erysiphe paeoniae
- Erysiphe knautiae
- Erysiphe artemisiae
- Erysiphe biocellata
- Erysiphe convolvuli
- Erysiphe heraclei
- Erysiphe urticae
- Erysiphe depressa
- Erysiphe helichrysi
- Erysiphe densa
- Erysiphe prunastri
- Erysiphe euonymi
- Erysiphe euphorbiae
- Erysiphe montagnei
- Erysiphe necator (Vinmjöldagg, en sjukdom som angiper växter i familjen Vitis. Denna svamp drabbar vinodlare och kan få stora ekonomiska konsekvenser)
- Erysiphe tortilis
- Erysiphe clandestina
- Erysiphe astragali
- Erysiphe syringae
- Erysiphe lycii
- Erysiphe hyperici
- Erysiphe carpophila
- Erysiphe mayorii
- Erysiphe valerianae
- Erysiphe verbasci
- Erysiphe buhrii
- Erysiphe magnicellulata
- Erysiphe rubicola
- Erysiphe betae
- Erysiphe circaeae
- Erysiphe cruciferarum
- Erysiphe limonii
- Erysiphe lythri
- Erysiphe sordida
- Erysiphe thesii
- Erysiphe scholzii
- Erysiphe ulmariae
- Erysiphe lonicerae
- Erysiphe australiana
- Erysiphe friesii
- Erysiphe guarinonii
- Erysiphe hedwigii
- Erysiphe palczewskii
- Erysiphe platani
- Erysiphe pseudacaciae
- Erysiphe heringeriana
- Erysiphe azaleae
- Erysiphe baeumleri
- Erysiphe begoniicola
- Erysiphe coluteae
- Erysiphe cotini
- Erysiphe diffusa
- Erysiphe abbreviata
- Erysiphe akebiae
- Erysiphe alphitoides
- Erysiphe euonymi-japonici
- Erysiphe extensa
- Erysiphe rayssiae
- Erysiphe russellii
- Erysiphe symphoricarpi
- Erysiphe syringae-japonicae
- Erysiphe thermopsidis
- Erysiphe flexuosa
- Erysiphe hypophylla
- Erysiphe arcuata
- Erysiphe adunca
- Erysiphe aquilegiae
- Erysiphe ornata
- Erysiphe pisi
- Erysiphe trifolii
- Erysiphe vanbruntiana